# Ви-ле-Люр
Ви-ле-Люр (фр. Vy-lès-Lure) — коммуна во Франции, находится в регионе Франш-Конте. Департамент — Верхняя Сона. Входит в состав кантона Люр-Сюд. Округ коммуны — Люр.
Код INSEE коммуны — 70581.

## География
Коммуна расположена приблизительно в 340 км к юго-востоку от Парижа, в 60 км северо-восточнее Безансона, в 23 км к востоку от Везуля.
На востоке коммуны протекают реки Оньон и Рень.

## Население
Население коммуны на 2010 год составляло 674 человека.
| 1962 | 1968 | 1975 | 1982 | 1990 | 1999 | 2010 |
| ---- | ---- | ---- | ---- | ---- | ---- | ---- |
| 501  | 514  | 437  | 514  | 544  | 555  | 674  |

## Администрация
| Период | Период | Фамилия          | Партия | Примечания |
| ------ | ------ | ---------------- | ------ | ---------- |
| 1995   | 2008   | Анри Стенманн    |        |            |
| 2008   | 2014   | Кристин Деколонж |        |            |

## Экономика
В 2010 году среди 435 человек трудоспособного возраста (15—64 лет) 320 были экономически активными, 115 — неактивными (показатель активности — 73,6 %, в 1999 году было 66,5 %). Из 320 активных жителей работали 282 человека (160 мужчин и 122 женщины), безработных было 38 (20 мужчин и 18 женщин). Среди 115 неактивных 21 человек были учениками или студентами, 50 — пенсионерами, 44 были неактивными по другим причинам.

## Фотогалерея

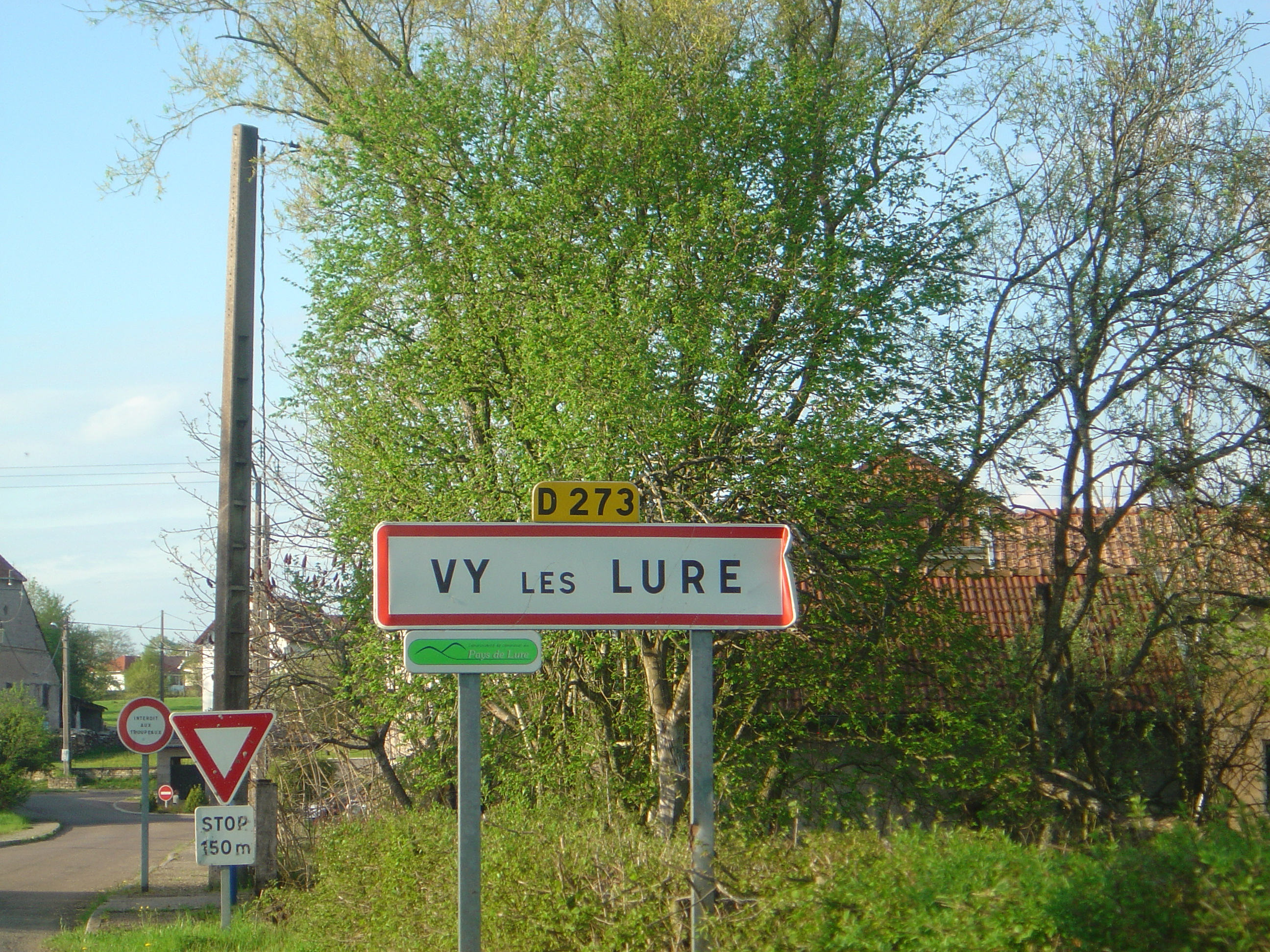
Ви-ле-Люр
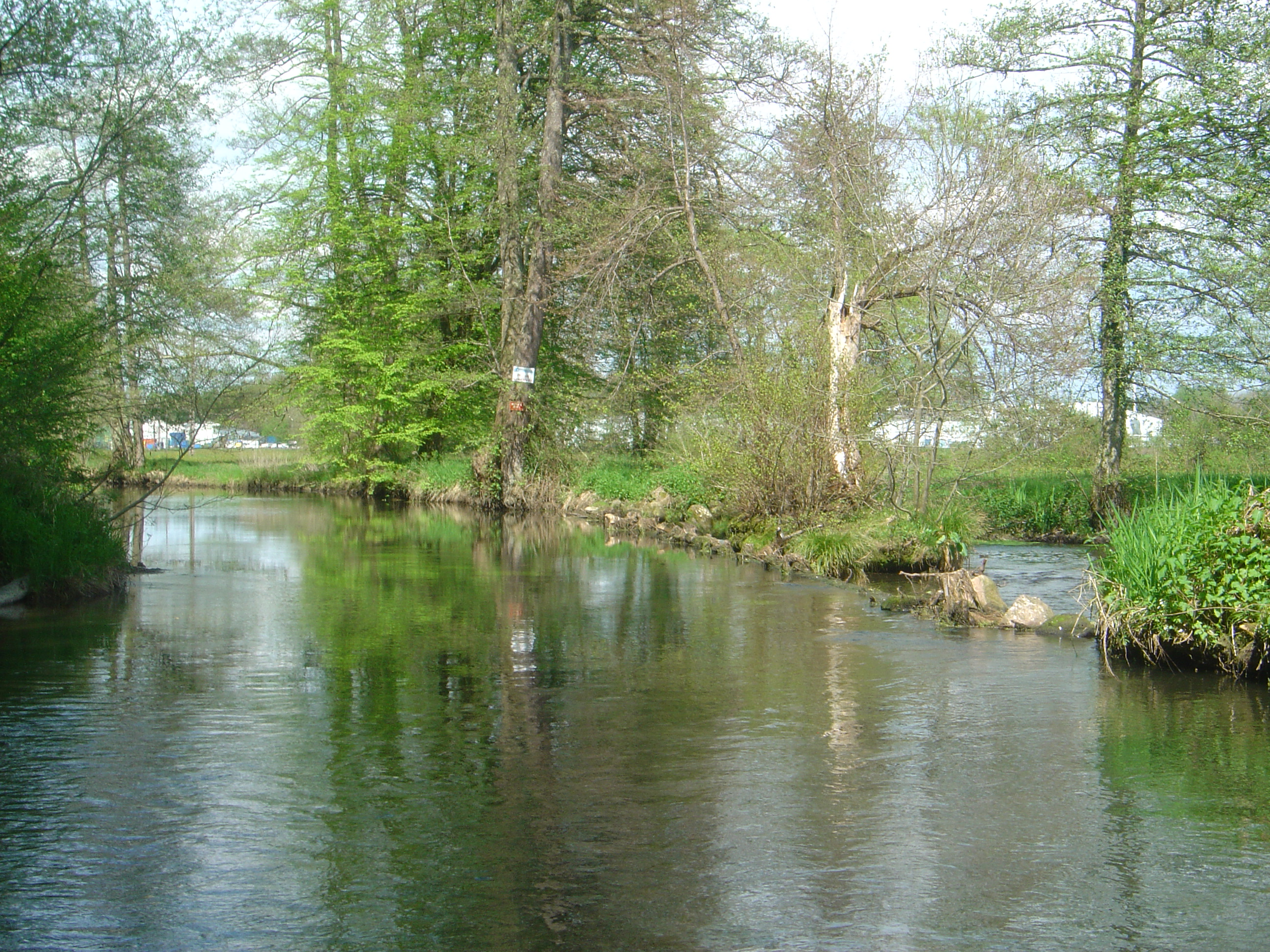
Река Рень[фр.]
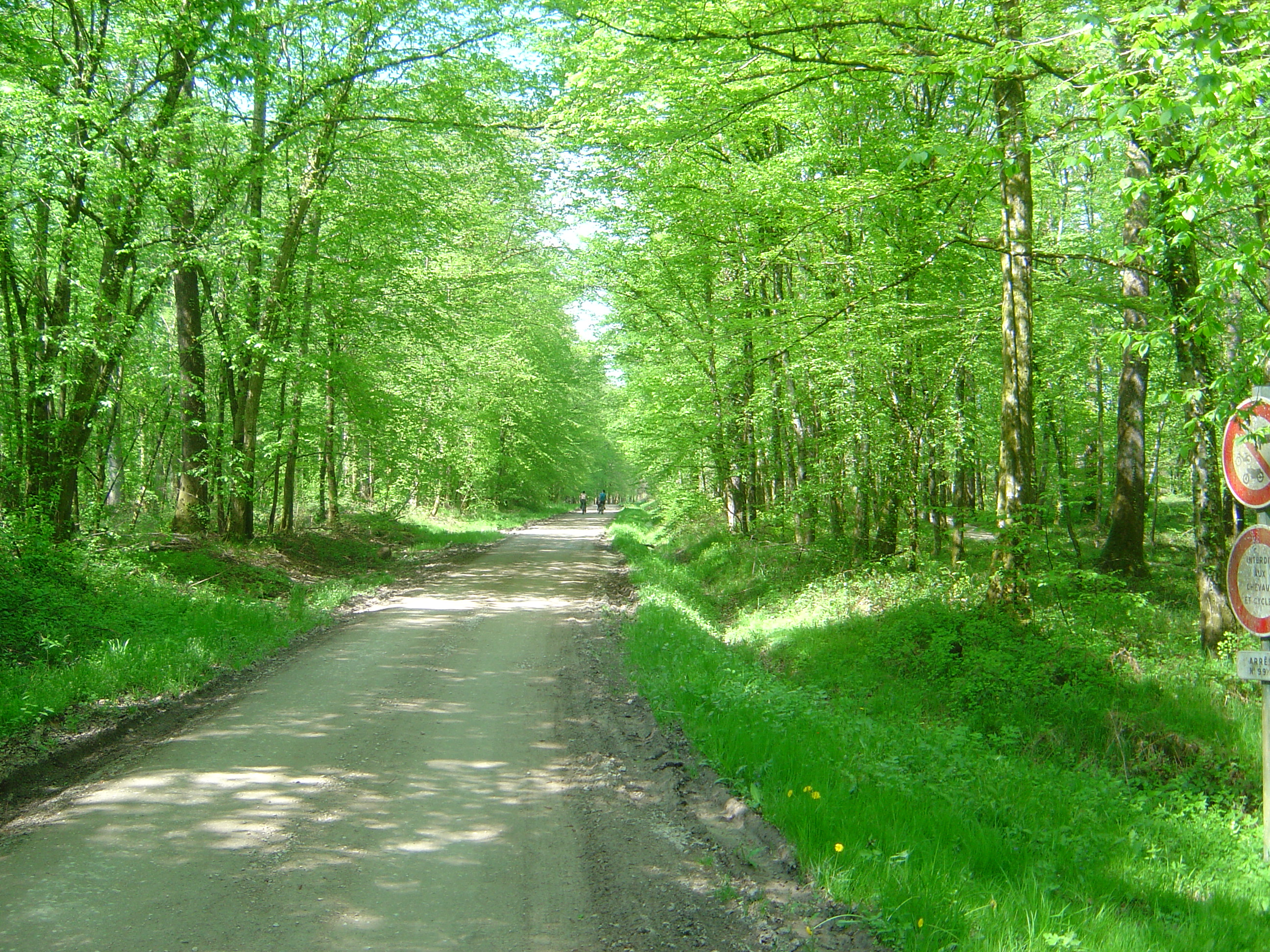
Дорога в лесу